# APh 테크놀러지컬 컨설팅
APh 테크놀러지컬 컨설팅(APh Technological Consulting)은 소프트웨어 회사로 미국 캘리포니아의 패서디너에 위치하고 있다. APh 테크놀러지컬 컨설팅은 1976년부터 마텔의 가정용 게임기인 인텔리비전의 게임을 제작했으며 인텔리비전외에도 아타리 2600용 게임도 제작하였다.